# Cappellone di Sant'Antonio

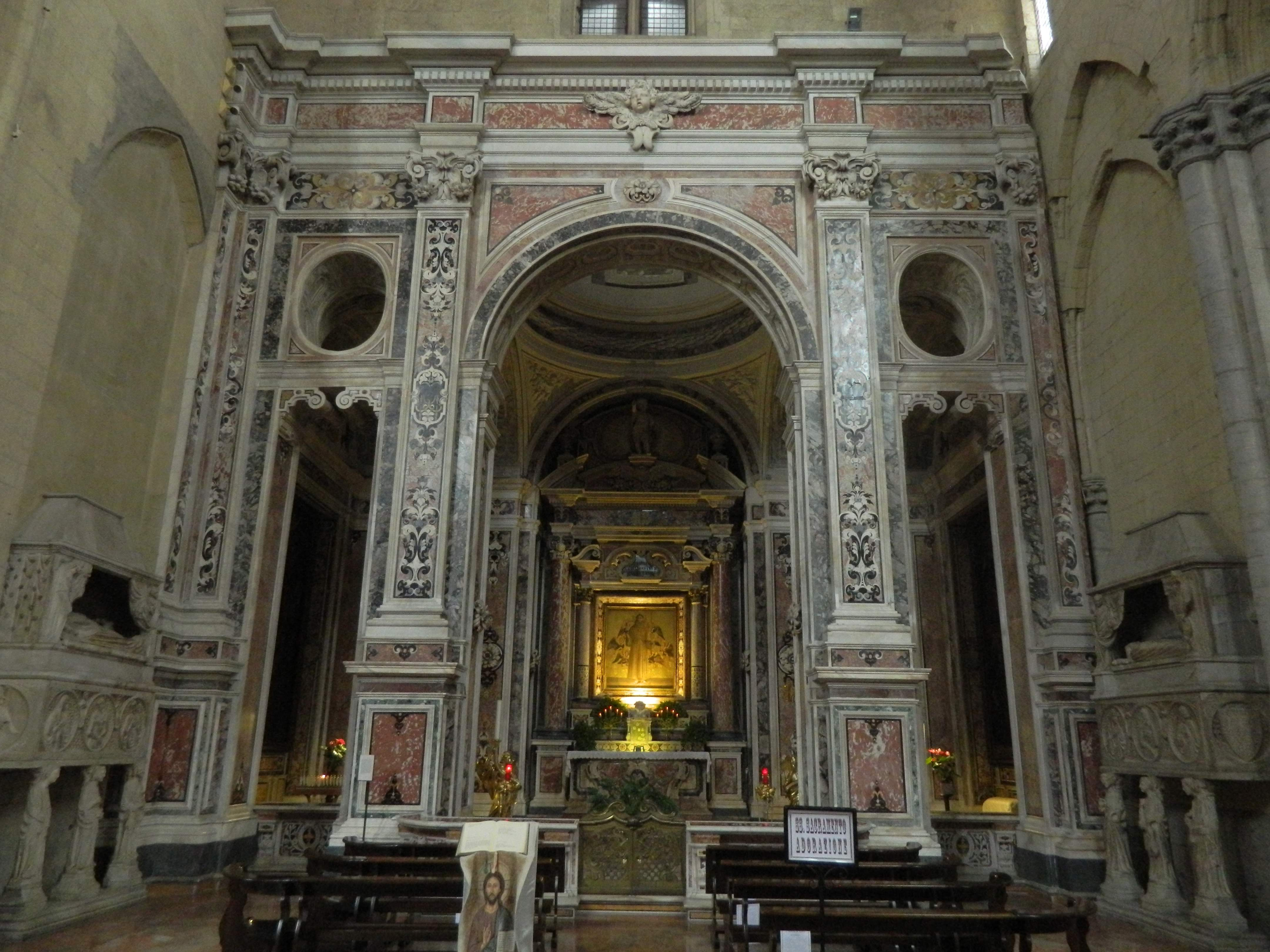
Il cappellone di Sant'Antonio

Il cappellone di Sant'Antonio è una cappella barocca della basilica di San Lorenzo Maggiore di Napoli.
Progettata interamente da Cosimo Fanzago con parati marmorei commessi, rendendola di fatto una delle più riuscite espressioni del barocco napoletano, presenta al suo interno dipinti di Mattia Preti, Francesco Di Maria e Leonardo da Besozzo. 

## Storia
La cappella sorge per volere della confraternita di Sant'Antonio da Padova (che già dal 1482 trovò sede nella chiesa) lì dove era in precedenza ve n'erano almeno altre due, di cui una dedicata alla regina Margherita d'Angiò Durazzo e un'altra adiacente a San Ludovico da Tolosa, dov'era ospitata la tavola di Simone Martini sul santo che incorona il fratello Roberto d'Angiò (oggi al Museo di Capodimonte). L'esigenza era quella di dare maggior visibilità alla tavola quattrocentesca sul santo di Leonardo da Besozzo, particolarmente venerata dal popolo napoletano e che vedeva la sua ubicazione originaria presso il pilastro a sinistra dell'altare maggiore e pertanto maggior dignità al suo culto.

Nel 1635 il padre Ilario de' Rossi avviava le prime commesse per i lavori del cappellone, rientranti in un più ampio progetto di rifacimento barocco dell'intera crociera. Quattro anni dopo, il suo successore, padre Gennaro Rocco, si occupò della ricollocazione in altri vani della chiesa dei monumenti durazzeschi presenti nell'originaria cappella, la quale fu dismessa solo previo consenso del Regio Consiglio collaterale.

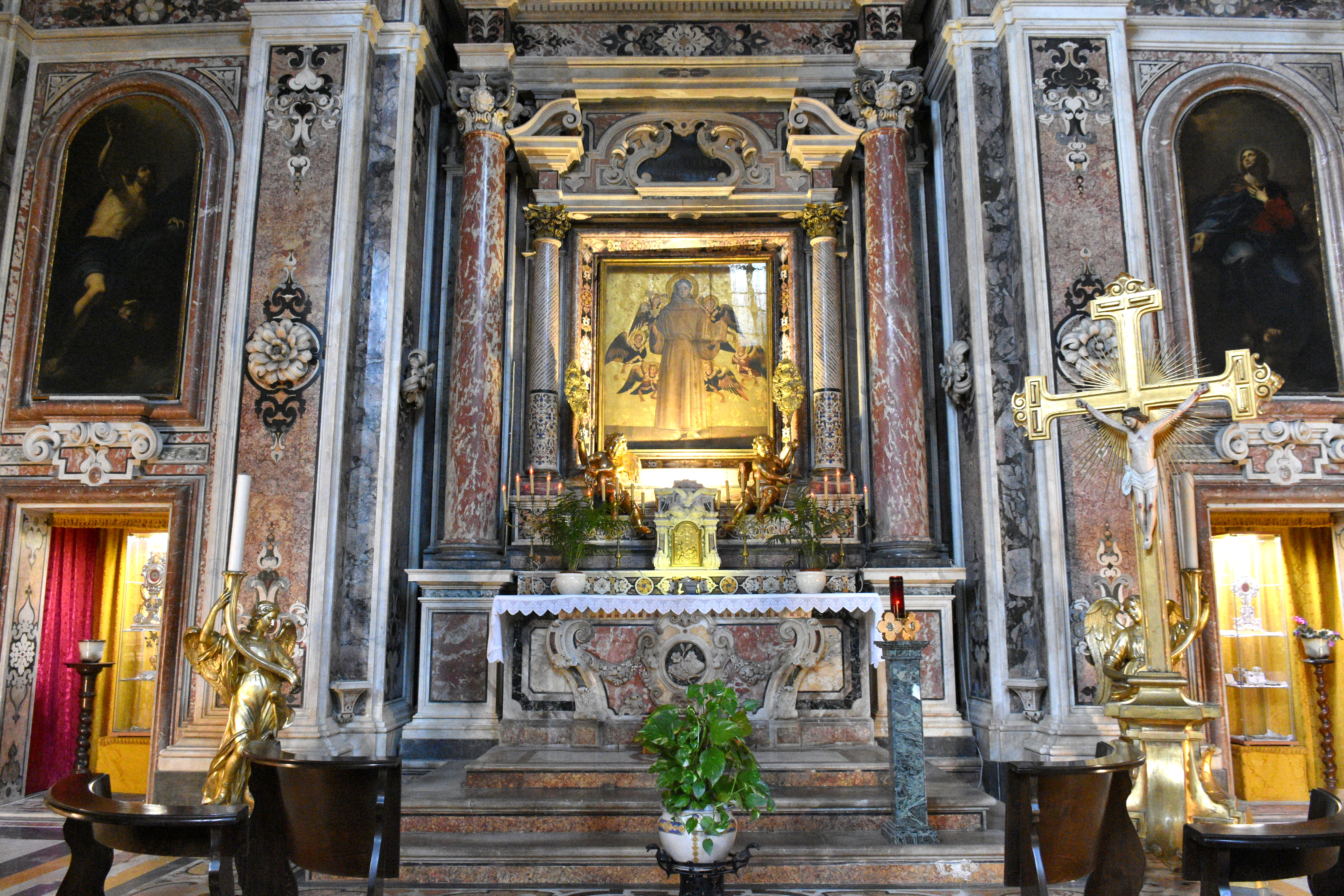
Vista sull'altare con la tavola di Leonardo da Besozzo (ai lati sono invece le due di Francesco Di Maria)

Il primo capocantiere nominato fu Giorgio Marmorano, già attivo nella prima cappella della chiesa, rimpiazzato poi da Cosimo Fanzago, che si occupò di riprogettare l'intero ambiente. Le decorazioni in marmi commessi tipici del barocco napoletano che caratterizzano la facciata provengono dai pezzi inutilizzati del cantiere di San Martino, presso il quale lo stesso architetto Fanzago lavorava nel frattempo.
Nel 1641 la confraternita di Sant'Antonio fece rimuovere un epitaffio voluto dal Rocco e collocato all'esterno, poiché questi si pregiava di aver finanziato personalmente gli interventi, mentre invece l'intera spesa sostenuta per la realizzazione della cappella pervenne dai fondi della stessa confraternita oppure dalle donazioni dei fedeli.
Nel 1654 la cappella doveva essere ormai terminata, tant'è che Carlo De Lellis la descrive come «una delle più superbe che siano in Italia». Tuttavia al 1657 vengono commissionate altre due opere, rispettivamente nelle pareti laterali, entrambe di Mattia Preti per le quali ricevette il primo pagamento in acconto il 13 marzo dello stesso anno mentre il loro completamento avvenne solo nel 1660.

## Descrizione
Il prospetto del cappellone di Sant'Antonio fu realizzato da Cosimo Fanzago adottando la tipica architettura a serliana, da lui già progettata per il pronao della certosa di San Martino, al cui cantiere i frati espressamente si richiamarono nel commissionare i lavori allo scultore.
Al centro, sull'altare, è collocata la tavola con il Sant'Antonio e angeli, realizzata da Leonardo da Besozzo nel 1438 e poi ritoccata nella figura del santo dal cosiddetto Maestro di San Giovanni da Capestrano. Ai lati dell'altare, al di sopra di due porticine per il servizio liturgico, sono collocati due dipinti della metà del Seicento, opera di Francesco Di Maria: a sinistra l'Ascensione di Cristo, a destra l'Assunzione della Madonna.
Le pareti est ed ovest sono quasi interamente occupate da due grandi tele (350×200 cm) di Mattia Preti del 1660, a sinistra San Francesco che adora il Crocifisso, a destra la Madonna che mostra Gesù Bambino a santa Chiara e alle clarisse.